# Hoya acicularis
Hoya acicularis ist eine Pflanzenart der Gattung der Wachsblumen (Hoya) aus der Unterfamilie der Seidenpflanzengewächse (Asclepiadoideae).

## Merkmale
Hoya acicularis ist eine epiphytische, wenig kletternde, auch kriechende Pflanze, mit schlanken, wenig verzweigten, kahlen Triebe. Bei größeren Pflanze können einige Triebe auch nach unten hängen. Die gegenständigen Blätter sind gestielt, die Blattstiele sind gebogen und 7 bis 10 mm lang. Die im Querschnitt annähernd runden, fast nadelförmigen, steifen Blattspreiten sind 8 bis 12 cm lang, bei einer Breite (oder Dicke) 5 bis 7 mm. Sie können gestreckt, gebogen oder verdreht sein. Sie sind dunkelgrün, oft mit purpurroten Flecken auf der Unterseite.
Die doldenförmigen, hängenden Blütenstände entspringen den Blattachseln. Sie sind vielblütig (10 bis 15 Einzelblüten) und haben einen flachen Abschluss. Der Durchmesser der Dolde beträgt 3 bis 4 cm. Die persistierenden Blütenstandstiele entspringen den Nodien und sind bis 1,3 bis 2 cm lang.
Die cremefarbenen, innen roten Blütenkronen haben einen Durchmesser von 6 bis 7 mm. Die Kronblätter sind sehr stark zurück gebogen und geben der Blüte dadurch ein knopfartiges Aussehen. Wenn die Kronblattzipfel ausgebreitet sind, haben die Blütenkronen einen Durchmesser von 1,2 cm. Die glatten und kahlen Blütenstiele sind über 1,5 cm lang und im Querschnitt drehrund, die Länge nimmt vom Zentrum zur Peripherie der Dolde zu. Die äußeren Blütenstiele entspringen dem Blütenstandsschaft im rechten Winkel und sind um 90° gebogen. Die Kelchblätter sind länglich-dreieckig, 1,7 mm lang und an der Basis 1,2 mm breit, außen granulös mit einigen wenigen Haaren, auf der Innenseite kahl. Die länglich-dreieckigen Kronblätter sind knapp zu einem Drittel verwachsen (Sympetalie). Die Kronblattzipfel messen an der Basis 2 mm in der Breite, und in der Länge 4,5 mm, die Apices sind zugespitzt. Sie sind außen kahl, innen sind sie mit Ausnahme der Apices mit weißen Flaumhaaren besetzt. Die Blütenkrone ist innen rot und wird nach außen heller. Die Außenseite ist pinkfarben und kahl. Die Zipfel der Nebenkrone sind kahl und stehen aufrecht. Der äußere, aufsteigende, cremefarbene Fortsatz läuft stumpf und bilobat aus, der innere aufsteigende Fortsatz ist schmal spatelförmig, mit einer cremefarbene Basis und pinkfarbenen Apices. Die Oberfläche der Zipfel ist annähernd flach mit einem leichten, mittigen Kiel. 
Die Pollinia sind 740 µm lang und annähernd gleich bleibend 190 µm breit. Das obere und untere Ende sind gleichförmig gerundet. Die Caudiculae (oder Translatorarme) sind 220 µm lang und überragen die jeweils unteren Enden der Pollinia. Die maximale Breite beträgt etwa 130 µm. Die Pollinia sitzen mit dem unteren, gerundeten Ende im jeweils oberen, etwas helleren und trichterförmigen Teil der Caudiculae (oder Translatorarme). Die Caudiculae setzen unterhalb der Mitte des Retinaculums (oder auch Corpusculum genannt) an. Das Retinaculum ist 150 µm lang, die Schultern sind 50 µm breit, die "Taille" 30 µm und "Hüfte" 50 µm breit.

### Ähnliche Arten
Hoya acicularis ähnelt Hoya gigantanganensis Kloppenb., jedoch sind die Blätter bei Hoya acicularis halb-rund, und die Schäfte der Blütenstände sind mit 1,5 cm wesentlich kürzer. Die Autoren betonen außerdem die einzigartige Form der Pollinia ("unique"). Dies ist nicht mehr der Fall, denn die 2013 publizierte Hoya danumensis, ebenfalls aus Sabah, besitzt in der generellen Form ähnliche Pollinia, allerdings sind Maße und Proportionen etwas verschieden. Hoya danumensis hat zudem eine völlig andere Blütenmorphologie.

## Geographische Verbreitung und Habitat
Die Art kommt im malaysischen Bundesstaat Sabah und in Brunei (Insel Borneo) vor. Sie wächst dort auf Bäumen im Flachland- und Berglandregenwald sowie in ultramafischen Berglanglandregenwäldern.

## Taxonomie
Das Taxon wurde 2002 von Ted Green (bot. Kürzel: T.Green) und Robert Dale Kloppenburg (bot. Kürzel Kloppenb.) beschrieben. Der Holotypus wurde von Ted Green am 24. Januar 1991 im Danum-Tal in Sabah, Malaysia gesammelt. Er wird im Herbarium Pacificum Bishop Museum (BISH) unter der Nr. BISH1000875 aufbewahrt. (In der Originalpublikation ist die Sammlungsnummer des Holotypus als BISH 93031 angegeben) Der Artname ist von den nadelförmigen Blättern (lat. acicularis = nadelförmig) abgeleitet. Die Art wird von der Datenbank Plants of the World als gültige Art akzeptiert.
Nach der phylogenetischen Analyse von Wanntorp et al. (2014) ist Hoya acicularis die Schwesterart von Hoya kloppenburgii. Dieses kleine Monyphylum bildet mit Hoya cf. tsangii und einem kleinen Monophylum bestehend aus Hoya burtoniae und Hoya leytensis eine bisher nicht aufgelöste Trichotomie. Hoya acicularis gehört mit 30 anderen Taxa in die Clade V. Die Clade V besteht aus Arten, die im tropischen Indomalaya und Australasien beheimatet sind.

## Anmerkung
1. ↑  Die Angaben zum Durchmesser der Blüten sind in der Originalpublikation widersprüchlich. Auf Seite 8 (oben) wird der Durchmesser mit 1,5 bis 2 cm angegeben (“... bearing 1,5 - 2.0 cm beige flowers ...”), auf S. 9 (unten) wird der Durchmesser dagegen mit 1,2 cm angegeben (“flower flattened is 1.20 cm in diameter”).
2. ↑  Die Beschreibung der Nebenkronenzipfel ist in der Originalbeschreibung widersprüchlich. Auf S. 10 steht: "scale does not reach the corolla sinus", während in der Beschreibung der oberen Abbildung steht: "the scales exceed the corolla sinus". Die Abbildung zeigt jedoch eindeutig, dass die Nebenkronenzipfel in den von den Kronblattzipfeln gebildeten Sinus deutlich hinein ragen.
3. ↑  In der Originalarbeit ist die Terminologie der Pollinaria falsch verwendet. Translatorarme und Caudiculae sind Synonyme (vgl. Newton, 1990).